# 伏龙芝区 (明斯克)

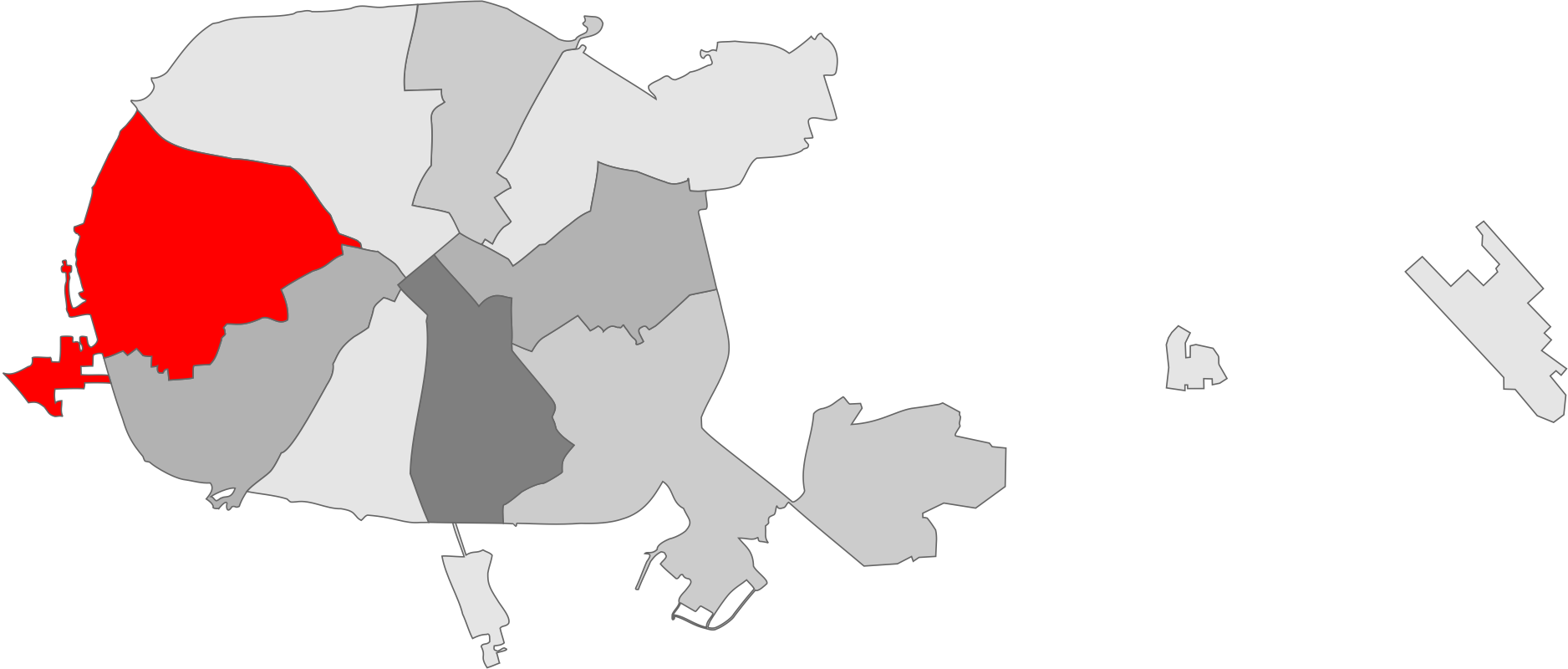
所在位置

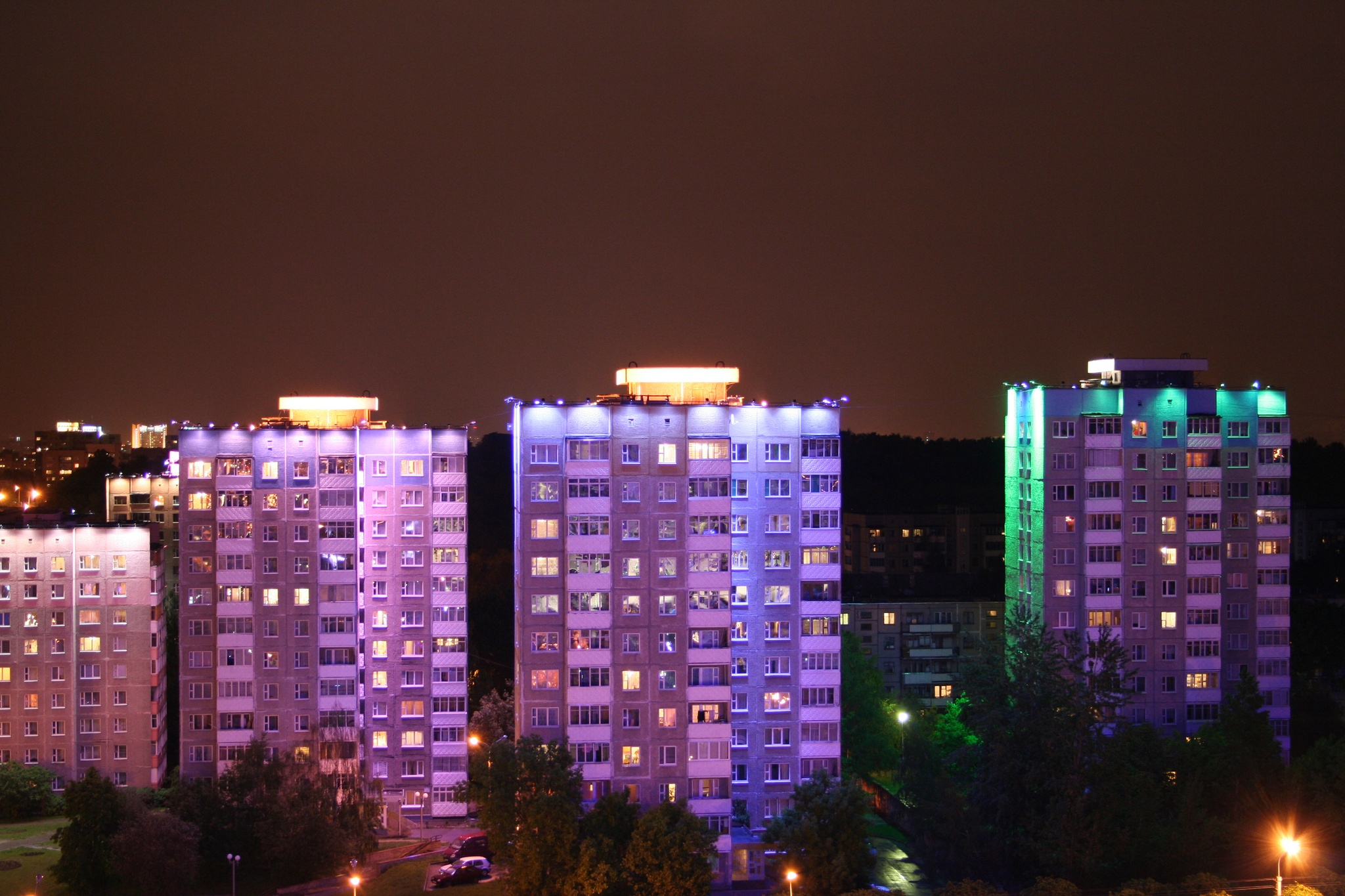
明斯克伏龙芝区景观

伏龙芝区，白俄罗斯首都明斯克市的一个区，位于明斯克西部。该区得名于苏联军事家米哈伊尔·伏龙芝。伏龙芝总面积43平方公里，总人口372,431（2009年），人口密度8,661人/km2。